# راعي البقر منتصف الليل (فلم)
راعي البقر منتصف الليل (بالإنجليزية: Midnight Cowboy) هو فيلم دراما تم إنتاجه في الولايات المتحدة وصدر في سنة 1969. مأخوذ عن الرواية بنفس الاسم من عام 1965 للكاتب جيمس ليو هيرلي. الفيلم من تأليف والدو سالت وإخراج جون شليسنجر وبطولة داستين هوفمان وجون فويت، مع أدوار أصغر ملحوظة مثل سيلفيا مايلز وجون مكجايفر وبريندا فاكارو وبوب بالابان. تدور أحداث الفيلم في مدينة نيويورك، ويصور صداقة غير متوقعة بين محتالين: عامل الجنس الساذج جو باك (فويت)، والمحتال المريض إنريكو «راتسو» ريزو (هوفمان).
فاز الفيلم بثلاث جوائز في حفل الأوسكار الثاني والأربعين: أفضل فيلم وأفضل مخرج وأفضل سيناريو مقتبس. وهو الفيلم الوحيد المصنف X الذي فاز بجائزة أفضل فيلم. تم وضعه لاحقا في المرتبة 36 على قائمة معهد الفيلم الأمريكي لأعظم 100 فيلم أمريكي في كل العصور، والمرتبة 43 في نسخته المحدثة لعام 2007.
في عام 1994، اعتبرته مكتبة الكونجرس «ذا أهمية ثقافية أو تاريخية أو جمالية» وتم اختياره للحفظ في السجل الوطني للأفلام بالولايات المتحدة.

## القصة
جو باك هو شاب من تكساس يعمل كغسال أطباق، واستقال من وظيفته وتوجه إلى مدينة نيويورك ليمتهن الدعارة الذكرية. لم ينجح في ذلك في البداية، وتمكن من معاشرة امرأة في منتصف العمر، في شقتها الفاخرة في بارك أفينيو. ينتهي اللقاء بشكل سيئ حيث يعطيها المال بعد أن أحست بالإهانة عندما طلب منها دفع أجرته.
يلتقي جو بإنريكو سالفاتور «راتسو» ريزو، وهو محتال يأخذ منه 20 دولارًا مقابل تعريفه على قواد. لكن تبين أن هذا القواد هو في الواقع متعصب ديني مختل، غيهرب جو بحثًا عن راتسو ولكن لا يجده. يقضي جو أيامه يتجول في المدينة ويجلس في غرفته بالفندق. سرعان ما أفلس وتم طرده من الفندق وحجز ممتلكاته.
يحاول جو كسب المال من خلال تلقي الجنس الفموي من شاب في السينما، لكنه يعلم بعد ذلك أن الشاب لا يملك المال. يهدده جو ويطلب ساعته، لكنه يتركه في النهاية سالمًا. في اليوم التالي، وجد راتسو وهدده. عرض راتسو علبه مشاركة شقة يحتلها في مبنى محكوم بالهدم. يقبل جو عرضه على مضض ويبدأون «علاقة عمل» كمحتالين. تنمو صداقتها، في حين تتدهور صحة راتسو.
يتذكر جو ماضيه في سلسلة من الذكريات، حيث ربته جدته بعد أن تخلت عنه والدته. وعاش علاقة مأساوية مع فتاة تدعى آني. ويروي كيف أنه هو وآني تعرضوا للهجوم والاغتصاب من قبل مجموعة من رعاة البقر. يؤثر الاغتصاب على حالة آني العقلية لدرجة أنها تصبح مجنونة وتم اقتيادها إلى مصح نفسي. يكتسب المشاهد مزيدًا من المعلومات حول التجربة مع تراكم ذكريات الماضي.
تحدث راتسو بأن والده كان مهاجرًا إيطاليًا وملمع لأحذية وأصيب بتلف في الظهر والرئة بعد سنوات من هذا العمل. تعلم راتسو المهنة من والده لكنه اعتبرها مهينة ورفض العمل بها، لكنه كان يلمع جزمة جو ليساعده في كسب الزبائن. بتمنى راتسو الانتقال إلى ميامي.
تقترب من مخرجة أفلام وفنانة تشبه آندي وارهول، وتلتقط صور بولارويد له وتسلمه دعوة لحضور حدث فني (يشبه استوديو ذا فاكتوري لوارهول وضم عددا من نجوم وارهول الحقيقيين). يشرب جو سيجارة حشيش ظنا منه أنها تبغ ويبدأ في الهلوسة. يغادر الحفلة مع شيرلي، وهي سيدة مجتمع توافق أن تدفع له عشرين دولار مقابل قضاء الليلة معا، لكن جو لا ينجح في معاشرتها، ثم ينجح في ذلك عندما تشير إلى أنه قد يكون شاذا. في الصباح التالي، رتبت موعدا لصديقتها كعميلة تالية لجو وبدا أن عمله سيزدهر.
عاد جو إلى المنزل ووجد راتسو طريح الفراش ومحمومًا. رفض الذهاب للطبيب ويطلب من جو أن يضعه في حافلة إلى فلوريدا. التقى جو برجل في حديقة ملاهي وسرقه في غرفة الفندق وضربه بوحشية. اشتري جو تذاكر الحافلة بالمال المسروق حتى يتمكن هو وراتسو من ركوب الحافلة إلى فلوريدا. تدهورت صحة راتسو أكثر خلال الرحلة.
اشتري جو ملابس جديدة لراتسو ولنفسه وتخلص من ملابس رعاة البقر. فكر جو في أنه لا بد من وجود طرق أسهل لكسب العيش من الاحتيال، واخبر راتسو أنه يخطط للحصول على وظيفة ثابتة في فلوريدا. لم يرد راتسو، فأدرك جو أنه مات. اخبره السائق أنه لا يسه شيء سوى الاستمرار إلى ميامي ويطلب من جو إغلاق جفون راتسو. جلس جو وذراعه حول صديقه الميت.

## بطولة
- داستين هوفمان
- جون فويت

### ترشيحات وجوائز
| السنة | الحدث  | الفئة     | النتيجة  |
| ----- | ------ | --------- | -------- |
| 1969  | أوسكار | أفضل فيلم | فـــــوز |

## الميزانية والإيرادات
بلغت تكلفة إنتاج الفيلم حوالي 3.2 مليون دولار بينما حقق أرباحا تقدر بـ 44,785,053 دولار.

## وصلات خارجية
- مقالات تستعمل روابط فنية بلا صلة مع ويكي بيانات

1. ↑  Mitchell، David (2014). "Gay Pasts and Disability Future(s) Tense". Journal of Literary & Cultural Disability Studies. ج. 8 ع. 1: 1–16. DOI:10.3828/jlcds.2014.1. S2CID:145241198.
2. ↑  Ditmore، Melissa Hope (2006). "Midnight Cowboy". Encyclopedia of Prostitution and Sex Work. Westport: Greenwood Publishing Group. ج. 1. ص. 307–308. ISBN:9780313329685.
3. ↑  "Complete National Film Registry Listing". السجل الوطني للأفلام. مكتبة الكونغرس. مؤرشف من الأصل في 2016-10-31. اطلع عليه بتاريخ 2017-01-24.